# Defensa Interna en el Extranjero

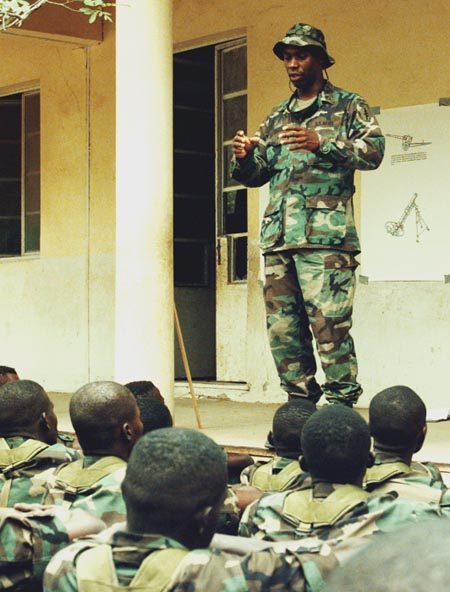
Soldado norteamericano instruye a soldados senegaleses sobre tácticas e iniciativas de mantenimiento de la paz.

La Defensa Interna en el Extranjero (del inglés: Foreign Internal Defense) es una expresión utilizada por las fuerzas armadas de diversos países, como Estados Unidos, Francia y el Reino Unido, para describir un enfoque integrado o multinacional para combatir una insurgencia real o amenazante en un estado extranjero. Este estado extranjero se conoce como Nación Anfitriona según la doctrina de Estados Unidos (y generalmente aceptada por la OTAN). El término contrainsurgencia se utiliza comúnmente para la Defensa Interna en el Extranjero.
Durante las operaciones de Defensa Interna en el Extranjero se despliegan militares especialistas en contra-insurgencia. Según el manual doctrinal de Estados Unidos, Publicación Conjunta 3-22: Defensa Interna en el Extranjero, estos especialistas participan ocasionalmente en el combate. Esta doctrina exige una estrecha colaboración entre el gobierno del país anfitrión y los especialistas en seguridad, entre los que puede haber especialistas diplomáticos, militares, de información, de inteligencia, y económicos. Una Defensa Interna en el Extranjero exitosa es aquella que conduce a la supresión de la violencia. Si se requieren operaciones de combate, las fuerzas de seguridad del país anfitrión toman la iniciativa. El objetivo de la Defensa Interna en el Extranjero es la de ofrecer apoyo e instrucción cuando es necesario.

## Definición
Oficialmente, la Defensa Interna en el Extranjero se define como «la participación de agencias civiles y militares de un gobierno en cualquiera de los programas de acción implementados por otro gobierno u otra organización designada para liberar y proteger a su sociedad de la subversión, la anarquía y la insurgencia».

### Instrumentos del poder nacional
La  Defensa Interna en el Extranjero es un esfuerzo multinacional e interinstitucional que requiere la integración y sincronización de diversas facciones del poder nacional.
Las fuerzas conjuntas que conforman la  Defensa Interna en el Extranjero también dan apoyo a otros instrumentos del poder nacional (diplomáticos, de información/inteligencia, económicos, etc.) para proteger y fortalecer los intereses de seguridad de la Nación Anfitriona.
Estas acciones pueden incluir:
Intervención militar,
Cooperación en materia de seguridad y
Disuasión.
Programa de Defensa y Desarrollo Interno
El Manual de Campo 3-24 de Contrainsurgencia define la contrainsurgencia como:

La insurgencia y sus tácticas son tan antiguas como la guerra misma. La doctrina conjunta define la insurgencia como un movimiento organizado cuyo objetivo es derrocar a un gobierno constituido mediante la subversión y el conflicto armado.Dicho de otro modo, la insurgencia es una lucha político-militar organizada y prolongada, diseñada para debilitar el control y la legitimidad de un gobierno establecido, una potencia ocupante u otra autoridad política, a la vez que aumenta el control insurgente. La contrainsurgencia consiste en acciones militares, paramilitares, políticas, económicas, psicológicas y cívicas que un gobierno emprende para derrotar a la insurgencia.Estas definiciones son un buen punto de partida, pero no resaltan adecuadamente una paradoja clave: si bien la insurgencia y la contrainsurgencia son dos caras de un fenómeno que se ha denominado guerra revolucionaria o guerra interna, son tipos de operaciones claramente diferentes. Además, la insurgencia y la contrainsurgencia se incluyen dentro de una amplia categoría de conflicto conocida como guerra irregular. [cursiva en el original]

En muchos aspectos, es la imagen especular de la doctrina norteamericana de guerra de guerrillas, que en las Operaciones Especiales de Estados Unidos se denomina guerra no convencional:

Operaciones militares y paramilitares, normalmente de larga duración, llevadas a cabo predominantemente por fuerzas locales o subordinadas, organizadas, entrenadas, equipadas, apoyadas y dirigidas en diversos grados por una fuente externa. Incluye la guerra de guerrillas y otras operaciones ofensivas directas, de baja visibilidad, encubiertas o clandestinas, así como actividades indirectas de subversión, sabotaje, recopilación de inteligencia, escape y evasión. Cuando se enviaron asesores norteamericanos a Laos y Vietnam del Sur a principios de los años sesenta, el principal problema no era crear unidades guerrilleras, sino combatir a las fuerzas guerrilleras laosianas y vietnamitas existentes. Parecía lógico que los soldados entrenados para la guerrilla tuvieran un profundo conocimiento de cómo combatir la guerrilla, por lo que se asignó esa misión a las Fuerzas Especiales. La misión de la Estrella Blanca en Laos fue inicialmente encubierta y utilizaron a las Fuerzas Especiales y otro personal bajo el control de la Agencia Central de Inteligencia. Ya sea que la misión se denomine contraguerrilla, contrainsurgencia o defensa interna en el extranjero, implica ayudar a un gobierno amigo (el "extranjero") a defenderse de las guerrillas que actúan dentro de sus fronteras. La defensa interna en el extranjero también puede implicar el entrenamiento de un gobierno extranjero para afrontar una futura amenaza guerrillera interna. Obsérvese el uso de "fuente externa" mencionado anteriormente. La defensa interna en el extranjero también puede implicar la defensa contra infiltrados, o incluso fuerzas militares convencionales, que cruzan las fronteras nacionales. Sin embargo, la defensa interna en el extranjero se centra principalmente en situaciones en las que se producirán conflictos importantes dentro de las fronteras nacionales. La guerra no convencional se ha utilizado históricamente de una de estas dos maneras:

Para apoyar o configurar el entorno de una campaña convencional más amplia, como las operaciones de Resistencia de la Segunda Guerra Mundial llevadas a cabo antes de la invasión de Normandía.
Este esfuerzo unilateral, generalmente llevado a cabo de forma encubierta, incluye Afganistán contra los soviéticos en 1980 y, de nuevo, en Afganistán tras los atentados del 11 de septiembre de 2001.

## Socios eficaces
La Defensa Interna en el Extranjero solo existe en el contexto de la defensa y desarrollo interno de la nación anfitriona, donde puede ser un multiplicador de fuerza para los comandantes regionales encargados de la contrainsurgencia. Las insurgencias actuales tienden a ser transnacionales con mayor frecuencia que en el pasado.
El poder político es el tema central en las insurgencias y contrainsurgencias; cada bando busca que la población acepte su gobierno o autoridad como legítimos. Los insurgentes utilizan todas las herramientas disponibles —políticas (incluidas las diplomáticas), informativas (incluidas las apelaciones a creencias religiosas, étnicas o ideológicas), militares y económicas— para derrocar a la autoridad existente. Esta autoridad puede ser un gobierno establecido o un órgano de gobierno interino. Los contrainsurgentes, a su vez, utilizan todos los instrumentos del poder nacional para sostener al gobierno establecido o emergente y reducir la probabilidad de que surja otra crisis.
Ha sido un axioma fundamental que los programas exitosos de Defensa Interna en el Extranjero se basan en alianzas reales. Según Cordesman, existen un conjunto de reglas para establecer dichas alianzas:
1. Un verdadero diálogo sobre seguridad a nivel bilateral y regional implica escuchar atentamente y fomentar relaciones personales.
2. La cooperación en materia de seguridad debe centrarse en la seguridad y la estabilidad, no en las reformas políticas o sociales. Estos esfuerzos deben reconocer la legitimidad de los diferentes valores y ser objeto de un diálogo independiente.
3. Generar confianza buscando claramente la seguridad de sus amigos o aliados.
4. Centrarse en desarrollar capacidades locales de autodefensa y disuasión, no en la presencia ni la dependencia.
5. Ayudar a sus amigos y aliados a construir fuerzas a su manera; no las refleje.
6. Reconocer que otras naciones definen las amenazas y a sus aliados de manera diferente a EE. UU.
7. La venta de armas debe beneficiar claramente al comprador, no solo al vendedor.
8. Asegurarse la sostenibilidad y la capacidad de operar sus propias fuerzas a su manera.
9. Ayuda, despliegue, ventas y transferencias ágiles y oportunas.

Especialmente cuando el gobierno de la Nación Anfitriona, la insurgencia y la fuerza de la Defensa Interna en el Extranjero provienen de culturas diferentes, es necesario reflexionar cuidadosamente tanto en la forma en que las partes perciben las normas, como en las formas en que se comunican mutuamente su acuerdo. Steven Metz, del Instituto de Estudios Estratégicos del Ejército de Estados Unidos, advierte que el paradigma podría haber cambiado. Rechaza la idea de que el terrorismo transnacional sea exclusivamente islámico.

## Participantes en los programas de Densa Interna en el Extranjero
Ninguna fuerza externa puede garantizar el éxito contra una insurgencia a menos que la población considere legítimo al gobierno de la Nación Anfitriona. El limitado apoyo externo ayudó a Ramon Magsaysay a derrotar a la insurgencia de Hukbalahap en Filipinas, siendo uno de los aspectos más importantes de dicho apoyo la disponibilidad de transporte aéreo que le permitió hacerse visible en zonas remotas. La guerra de Vietnam demostró que ni siquiera una superpotencia puede lograr que un gobierno insensible y corrupto triunfe contra los insurgentes, especialmente cuando la superpotencia enfrenta importantes conflictos en su toma de decisiones interna.
Las mismas condiciones que pueden hacer necesaria una operación de estabilización o de apoyo (sufrimiento humano generalizado, movimientos de población, hambruna, violaciones de los derechos humanos y guerra civil) son también las condiciones que atraen a los servicios de organizaciones no gubernamentales (ONGs) y organizaciones no gubernamentales. Una organización no gubernamental un subconjunto de ONGs y una organización sin fines de lucro exenta de impuestos que aprovecha la experiencia y la financiación privada para abordar los desafíos del desarrollo en el extranjero.